# Dendronotus
Dendronotus Alder & Hancock, 1845 è un genere di molluschi nudibranchi, unico genere della famiglia Dendronotidae Allman, 1845.

## Tassonomia
Il genere comprende le seguenti specie:
- Dendronotus albopunctatus Robilliard, 1972
- Dendronotus albus MacFarland, 1966
- Dendronotus arcticus Korshunovaet al., 2016
- Dendronotus bathyvela Martynov et al., 2020
- Dendronotus claguei Valdés, Lundsten & N. G. Wilson, 2018
- Dendronotus comteti Valdés & Bouchet, 1998
- Dendronotus dalli Bergh, 1879
- Dendronotus elegans A.E. Verrill, 1880
- Dendronotus europaeus Korshunova et al., 2017
- Dendronotus frondosus (Ascanius, 1774)
- Dendronotus gracilis Baba, 1949
- Dendronotus iris J.G. Cooper, 1863
- Dendronotus jamsteci Martynov et al., 2020
- Dendronotus kalikal Ekimova et al., 2015
- Dendronotus kamchaticus Ekimova et al., 2015
- Dendronotus lacteus (W. Thompson, 1840)
- Dendronotus niveus Ekimova et al., 2015
- Dendronotus noahi Pola & Stout, 2008
- Dendronotus orientalis (Baba, 1932)
- Dendronotus patricki Stout, N. G. Wilson & Valdés, 2011
- Dendronotus primorjensis Martynov, Sanamyan & Korshunova, 2015
- Dendronotus regius Pola & Stout, 2008
- Dendronotus robilliardi Korshunova et al., 2016
- Dendronotus robustus A. E. Verrill, 1870
- Dendronotus rufus O'Donoghue, 1921
- Dendronotus subramosus MacFarland, 1966
- Dendronotus velifer G. O. Sars, 1878
- Dendronotus venustus MacFarland, 1966
- Dendronotus zakuro Martynov et al., 2020